# Flood (producent)
Flood, vlastním jménem Mark Ellis, (* 16. srpna 1960) je anglický zvukový inženýr a hudební producent. V osmdesátých letech často spolupracoval se skupinou Nick Cave and the Bad Seeds, později často například s U2. Během své kariéry produkoval nahrávky mnoha dalších kapel, mezi něž patří například Depeche Mode, Nine Inch Nails, The Killers a Sigur Rós. Na počátku své kariéry hrál v několika skupinách. Později začal pracovat ve studiu. Roku 2011 získal polské ocenění Człowiek ze Złotym Uchem.

## Diskografie (nekompletní)
- From Her to Eternity (Nick Cave and the Bad Seeds, 1984)
- The Firstborn Is Dead (Nick Cave and the Bad Seeds, 1985)
- Your Funeral… My Trial (Nick Cave and the Bad Seeds, 1986)
- Tender Prey (Nick Cave and the Bad Seeds, 1988)
- Pretty Hate Machine (Nine Inch Nails, 1989)
- Violator (Depeche Mode, 1990)
- Songs of Faith and Devotion (Depeche Mode, 1993)
- Zooropa (U2, 1993)
- Mellon Collie and the Infinite Sadness (The Smashing Pumpkins, 1995)
- Pop (U2, 1997)
- The Boatman's Call (Nick Cave and the Bad Seeds, 1997)
- Machina/The Machines of God (The Smashing Pumpkins, 2000)
- How to Dismantle an Atomic Bomb (U2, 2004)
- Songs of Innocence (U2, 2014)